# Iothocera tomentosa
Iothocera tomentosa là một loài bọ cánh cứng trong họ Cerambycidae.